# Delay

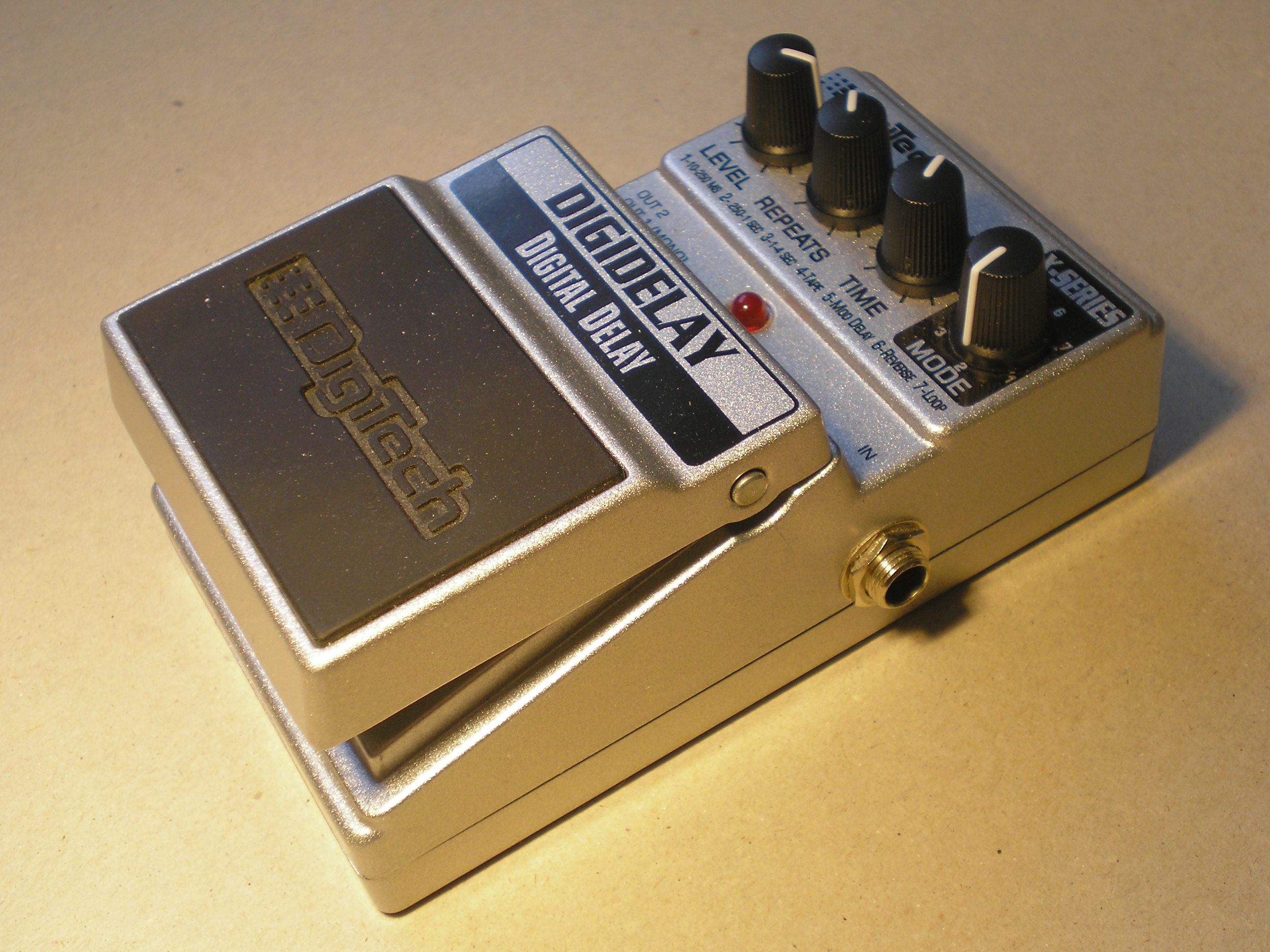
Voorbeeld van een effectpedaal ten behoeve van delay-effect.

Een delay is een geluidseffect dat een echo nabootst en soms ook wel echo wordt genoemd. Er zijn verschillende elektronische systemen die het effect op kunnen wekken, vaak verkrijgbaar als effectpedaal.

## Soorten delay
Er een aantal verschillende technieken om delay te bereiken. Deze zijn in vier generaties te onderscheiden.

### Magnetische delay
Voordat de delay ontwikkeld werd, gebruikten producers galmkamers om een ruimtelijk effect toe te voegen aan een geluidsopname. In de jaren 50 of 60 werden de eerste elektronische apparaten ontwikkeld die dit kunstmatig geluid konden nabootsen. Aanvankelijk werkte men vooral met tape delay-apparaten, waarbij het brongeluid werd opgenomen op een korte band die geloopt werd en direct weer afgespeeld door een tweede afleeselement. Hoe sneller de tape liep, des te korter was de echo. Latere modellen kregen meerdere afspeelkoppen achter elkaar, waarbij de onderlinge afstand van de koppen kon worden aangepast en de echo's een ritmisch patroon konden volgen. Ook werden banden zo gemaakt dat ze het signaal maar kort vasthielden waardoor het signaal bij de laatste kop van iets mindere kwaliteit was dan bij de eerste kop.
Een variant op de banddelay was de drumdelay die geen band maar een draaiende magnetische trommel gebruikte. Dit mechaniek vereist minder fysieke ruimte en de apparaten konden dus kleiner worden uitgevoerd dan die met een band.
Het was met dit magnetische delayapparaten mogelijk om de snelheid na en tijdens opname te variëren waardoor er nieuwe vervormde geluiden ontstonden die nog niet bestonden. De formanten van het natuurlijke geluid werden door de variabele loopsnelheid vervormd. Ook kon het heropgenomen geluid luider zijn dan het bronsignaal, waardoor het geluidsniveau opstapelde en de limiet van de band haalde, waardoor het ging vervormen en er een feedback-lus ontstond. Bij de vroege opnames van Pink Floyd zijn veelvuldig drones te horen die op deze wijze zijn ontwikkeld. Ook de zogenaamde Frippertronics, ontwikkeld door Robert Fripp en Brian Eno werkte met dit tape principe.
Voorbeelden van klassieke banddelay’s die nogsteeds in veel studio’s zijn terug te vinden zijn de Watkins WEM Copycat en de Roland Space Echo en de Maestro Echoplex. De Binson Echorec was een voorbeeld van een drumdelay anno 2019 maakt de drumdelay een heropleving. Diverse fabrikanten produceren delay-apparaten die op de Echorec zijn gebaseerd.

### Bucket Brigade
De tape echo had veel nadelen, met name de fragiliteit van de machine en de tape waren een onderhoudsprobleem. Ook waren het zware logge apparaten die men niet graag op tournee meenam. Als oplossing hiervoor werd de elektronische delay ontwikkeld die enkel bestond uit een elektronisch circuit waarin een signaal vertraagd werd en herhaald kon worden. Met de vroege analoge delay kon ook de snelheid ingesteld worden en een feedback veroorzaken. Deze elektronische delay maakte gebruik van het zogenaamde "emmertjesgeheugen", bekender onder de Engelse naam Bucket Memory een in 1969 ontwikkelde techniek die werd vernoemd naar een Bucket Brigade, een rij mensen die emmers water doorgeeft en. Het elektronische principe van deze analoge delay's lijkt hier op.
Een groot voordeel van deze techniek was dat deze schakeling in een pedaalformaat behuizing paste en dus op de podiumvloer voor een gitarist of toetsenist kon worden geplaatst.
De geluidskwaliteit van Bucket-memory is minder goed dan die van een Tape-delay en met name de hoge tonen worden minder goed herhaald. Deze typische klankkarakteristiek wordt tegenwoordig echter als de charme van dit type delay gezien.

### Digitale delay
In de jaren tachtig werden de eerste digitale delays ontwikkeld. Deze apparaten kenden veel praktische handigheden, als het instellen van een vaste metronoom (beats per minute) die je exact in kon stellen op de snelheid van de opgenomen muziek. Een groot nadeel echter was dat de snelheid niet traploos variabel was en er dus minder gespeeld kon worden met dat specifieke bijeffect. Een ander groot voordeel van digitale delays is dat de herhaling oneindig en volledig identiek kan blijven. Een opgenomen signaal op een tape-delay of analoge delay vervormt in de tijd of sterft uit in volume, op de digitale delays blijft dit strak en gelijk. Veel geluidstechnici en muzikanten vinden echter de vervorming soms juist prettig en levendig en beoordelen de digitale delay als kil en levenloos. Met de digitale effecten was het echter ook mogelijk om zeer lange stukken te herhalen. De looptijd op tape delay en analoge delay is vaak enkele seconden. Op een digitale delay kan dit oplopen tot een minuut of meer indien gewenst. Door de oneindigheid van het gesampelde geluid ontstond er echter wel een nieuwe performance-techniek die men sound over sound-delay noemt, eigenlijk een variant van de Frippertronics. Artiesten als Liam Finn, Owen Pallett werden bekend door als solo-artiest een compleet bandgeluid neer te zetten met het live-overdubbben van hun eigen opnames. Om de "kilheid" van digitale delay te ondervangen werden in uitgebreidere apparaten hi-pass en low-pass filters toegepast waardoor het uitsterven meer als een analoge Delay klonk. Een modulatie effect op het geëchode signaal kon een instabiele bandsnelheid enigszins simuleren. Ook kon de ingang van sommige digitale delay-apparaten enigszins overstuurd worden. Al snel werden digitale delays ook in digitale multi-effecten verwerkt. Overigens werden sommige digitale delay-apparaten uit die periode om hun unieke juist zeer geliefd. The Edge van U2 bereikte zijn typerende gitaargeluid onder meer met Korg SDD-3000. Dit apparaat is nog steeds in veel studio's terug te vinden evenals de Roland SDE-3000.

### Modelling delay
Toen Line 6 in 1996 digitale soundmodeling-techniek op de markt bracht, ontstond een nieuwe generatie digitale apparaten en software die een nagenoeg perfecte imitaties van analoge geluidsapparatuur kunnen weergeven. Deze techniek vereist krachtiger processors dan de eerdere digitale delay's. De in 2000 geïntroduceerde Line6 DL4 werd vrijwel meteen populair en bleef tot en met 2021 in productie. Een gemoderniseerde, verbeterde en uitgebreide variant met daarin ook alle klanken en functies van het origineel werd begin 2022 op de markt gebracht.

## Toepassingen
- Eind jaren 1950 werd vaak een enkelvoudige korte delay gebruikt op elektrische gitaar en zang van rockabilly artiesten. Dit effect dat het geluid met een delaytijd tussen de 160 en 200 milliseconde liet terugstuiteren wordt slapback delay genoemd en nog steeds met rock 'n roll, rockabilly en surf geassocieerd.

- Op de gitaarsolo's van onder meer David Gilmour zit vaak een zachte delay (in de achtergrond) die in de maat meeloopt en zodoende een smerend effect heeft. Dit wordt op dezelfde manier ook vaak op zang, saxofoon en andere melodie-instrumenten toegepast.

- Bij U2 zijn prominente delays op The Edge' gitaargeluid te horen die een ritmische soundscape aan zijn slaggitaarstijl toevoegen.

- In de geluidstechniek wordt het signaal dat naar halverwege een zaal geplaatste speakers (delay stacks genoemd) met een kleine vertraging gestuurd zodat het geluid van die speakers in fase met de main speakers voor in de zaal klinken. Dit ter compensatie van de geluidssnelheid.

## Voorbeelden van bekende delay apparaten
- Electro Harmonix - Memory Man
- Boss - DM-1, DM-2, DM-3, DD-3, DD-3T, DD-5, DD-6, DD-7, DD-8, DD-20 en DD-200, DD-500, RE-20, RE-2, RE-202
- Roland - RE-201 Space Echo, SDE-3000
- Market Electronics - Echoplex
- Watkins - Copycat
- Korg - SDD-3000 en SDD-3000-pedal
- Vox - Time Machine, Delay Lab, Double Deca
- Line 6 - DL-4, Echo Pro en Echopark
- Strymon - Time Line, El Capistan, DIG, Brigadier, Volante
- Eventide - Time Factor
- Empress - Echo system, Tape Delay
- Mooer - Ocean Machine
- TC Electronic - Flashback-serie, ND-1 Nova Delay,
- Binson - Echorec
- T-Rex - Replicator

## Trivia
- Veel delayapparaten bevatten een of meer modulatie-effecten waarmee de herhalingen kunnen worden gemoduleerd waardoor een zweverig, chorus achtig effect ontstaat.
- De volgorde waarin galm- en delay en andere effectapparaten worden geschakeld maakt een verschil in geluidsresultaat. Meestal wordt de delay voor de galm geplaatst. Maar sommige technici en muzikanten hebben liever de galm eerst. Om het geluid van het gitaarintro van Van Halens Aint talkin’ bout love te reproduceren moet bijvoorbeeld de delay voor de distortion worden geplaatst terwijl het gebruikelijk is de delay als een van de laatste effecten in de effectketting te plaatsen.
- Veel ambient-gitaristen schakelen tegenwoordig hun delay en galm apparaten parallel aan elkaar zodat beide tijdseffecten elkaar niet beïnvloeden maar tezamen transparant blijven klinken.